# Eucereon songoense
Eucereon songoense là một loài bướm đêm thuộc phân họ Arctiinae, họ Erebidae.